# У потрази за Немом
У потрази за Немом (енгл. Finding Nemo) је амерички компјутерски-анимиран авантуристички филм из 2003. године, снимљен у продукцији компаније Пиксар и објављен од стране Walt Disney Pictures, уз режију и сценарио Ендруа Стантона. Главне улоге у филму тумачили су Алберт Брукс, Елен Деџенерес, Александар Гулд и Вилем Дафо. Радња филма се врти око рибе кловна по имену Марлин, који са плавим тангом Дори, тражи свог отетог сина Нема на путовању до луке у Сиднеју. На том путу, Мерлин учи да преузима ризик и прихвата да Немо може да се брине сам о себи.
У потрази за Немом је објављен 30. маја 2003; освојио је Оскара за најбољи анимирани филм, а био је номинован за исту награду у још три категорије, укључујући најбољи оригинални сценарио. У потрази за Немом је у то време био анимирани филм са највећом зарадом и други најуспешнији филм из 2003. године, који је до краја свог приказивања зарадио 871 милион долара широм света.
Филм је најпродаванији ДВД наслов свих времена, са преко 40 милиона продатих примерака од 2006. године, такође је био и најуспешнији филм за све узрасте све до 2010. године када га је такође Пиксаров филм прича о играчкама 3 престигао. У 2012. години, филм је објављен у 3Д-у. Амерички филмски институт га је 2008. године прогласио десетим најбољим анимираним филмом на Топ 10 листи. На анкетни међународних критичара коју је 2016. године спровео Би-Би-Си, У потрази за немом је сврстан међу 100 најбољих филмова од 2000. године. Наставак филма, У потрази за Дори, објављен је 17. јуна 2016. године у Сједињеним Америчким Државама.
Постоји две српске синхронизације овог филма. Телевизијску синхронизацију је 2009. године за РТС 1 урадио студио Лаудворкс. Филм је имао премијеру 3. маја 2009. године. Званичну српску синхронизацију је 2019. године урадио студио Ливада Београд, а премијера је била 16. новембра 2020. године на каналу ХБО 2.

## Радња
Након несреће која је убила његову жену и сву децу осим сина Нема, поштена риба Мерлин сву пажњу посветио је томе да заштити свог јединца. Претерана брига његовог оца подстиче Нема да отплива на пучину у намери да му докаже како тамо нема никакве опасности. Међутим, Нема улове рониоци и он завршава у акваријуму једне зубарске ординације у Сиднеју.
Упркос страху од великог пространства океана, Мерлин креће у потрагу за Немом, а на путу му се придружује заборавна риба Дори, која му помаже да схвати да је био превише строг према сину. Док Дори и Мерлин на свом путу упадају у бројне невоље, Немо са осталим рибама у акваријуму смишља начин како да побегне и стигне до оближњег океана.

## Улоге
| Улога                | Оригинални глас  | Српски глас (2009) | Српски глас (2020) |
| -------------------- | ---------------- | ------------------ | ------------------ |
| Марлин               | Алберт Брукс     | Бранислав Платиша  | Бранислав Платиша  |
| Дори                 | Елен Деџенерес   | Јелена Стојиљковић | Аница Добра        |
| Немо                 | Александар Гулд  | Маша Дакић         | Марко Перић        |
| Шкрга                | Вилем Дафо       | Марко Марковић     | Бојан Жировић      |
| Мехур (Балон)        | Бред Гарет       | Радован Вујовић    | Марко Марковић     |
| Бресква              | Алисон Џени      | Ивана Вукчевић     | Катарина Јанковић  |
| Грготало             | Остин Пендлтон   | Јаков Јевтовић     | Милан Никитовић    |
| Мехурићи             | Стивен Рут       | Јаков Јевтовић     | Михаило Лаптошевић |
| Деб / Фло            | Вики Луис        | Ивана Вукчевић     | Јана Маричић       |
| Жак                  | Џо Ренфт         | Милан Антонић      | Ђорђе Накић        |
| Најџел               | Џефри Раш        | Милош Ђуричић      | Дубравко Јовановић |
| Краш (Ћалац)         | Ендру Стантон    | Марко Марковић     | Милан Живадиновић  |
| Корал                | Елизабет Перкинс | Јелена Стојиљковић | Миомира Драгићевић |
| Пљуца (Малац)        | Николас Берд     | Ивана Вукчевић     | Стрибор Чолић      |
| Госн Ража (гдин Реј) | Боб Питерсон     | Марко Марковић     | Срђан Чолић        |
| Брус                 | Бари Хумфрис     | Јаков Јевтовић     | Ђорђе Марковић     |
| Сидро                | Ерик Бана        | Радован Вујовић    | Јован Јелисавчић   |
| Чам (Удица)          | Брус Спенс       | Милош Ђуричић      | Владан Милић       |
| Филип Шерман         | Бил Хантер       | Милан Антонић      | Борис Пинговић     |
| Дарла                | Лулу Ебелинг     | Јелена Стојиљковић | Јана Јовановић     |
| Тед                  | Џордан Ранфт     | Радован Вујовић    | Марко Милаковић    |
| Бисер(к)а            | Ерика Бек        | Јелена Стојиљковић | Софија Маричић     |
| Шелдон               | Ерик Пер Суливан | Ивана Вукчевић     | Павле Исаиловић    |
| Јато риба            | Џон Раценбергер  | Јаков Јевтовић     | Марко Баћовић      |